# Ina Klemm

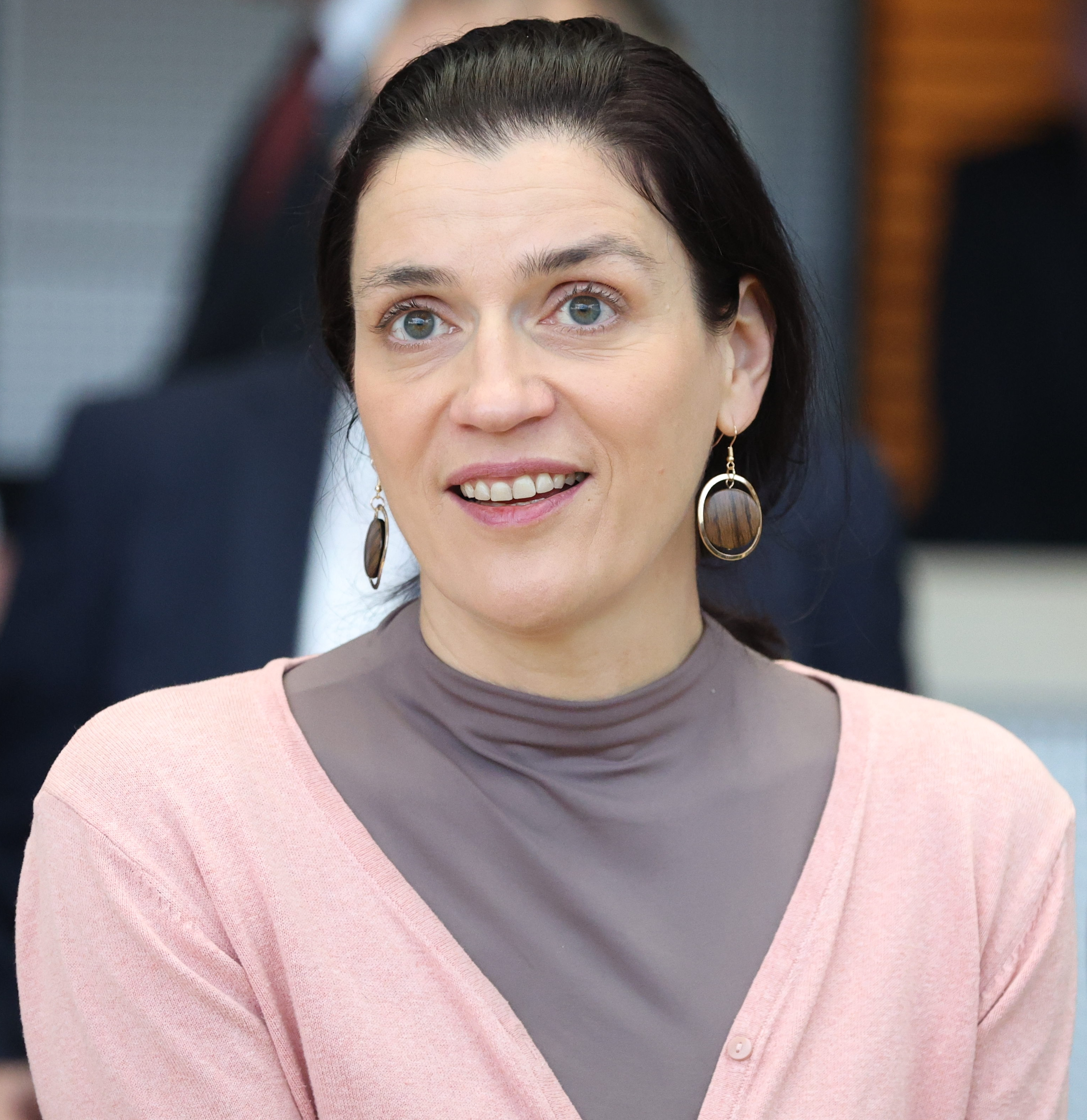
Ina Klemm (2024)

Ina Klemm (* 18. September 1976 in Karl-Marx-Stadt) ist eine deutsche Politikerin (CDU) und seit September 2024 Abgeordnete im Sächsischen Landtag. Sie ist Energie- und Klimaschutzpolitische Sprecherin sowie Sprecherin für Regionalvermarktung.

## Leben
Nach ihrem Schulabschluss mit Abitur im Jahr 1995 absolvierte Ina Klemm ein Auslandsjahr als Au Pair in Südafrika. In der Folgezeit schloss sie eine Ausbildung zur Hotelfachfrau mit Schwerpunkt Hotelmanagement in Pforzheim ab und arbeitete danach als Flugbegleiterin für die Lufthansa. Von 2001 bis 2006 war Ina Klemm als Rezeptionsmitarbeiterin im Hotel Schloss Wolfsbrunn in Hartenstein tätig.
Von 2006 bis 2018 war sie Geschäftsführerin im Verein Tourismusregion Zwickau e.V., während dieser Zeit gleichzeitig in den Jahren 2014 bis 2016 Projektleiterin für die Organisation des „Tages der Sachsen“ in ihrer Heimatstadt Limbach-Oberfrohna. Von Oktober 2018 bis Sept. 2024 war sie Geschäftsführerin der Tourismus und Sport GmbH. Ina Klemm war von Januar 2024 bis Januar 2025 eine der beiden ehrenamtlichen Geschäftsführerinnen des Tourismusverbandes Chemnitz. Zwickau. Region e. V., hier fungiert sie als Vorstandsmitglied.
Seit 2018 ist sie stellv. Vorsitzende des Tourismusregion Zwickau e. V. und Mitglied mehrerer Vereine der Heimatregion, unter anderem Tierparkförderverein Limbach-Oberfrohna e. V., Förderverein Esche-Museum e. V.

## Politik
Ina Klemm ist seit 2018 Mitglied der CDU, seit 2019 Mitglied des Ortschaftsrates Kändler, seit 2024 zusätzlich Mitglied des Stadtrates Limbach-Oberfrohna, seit 2022 Vorstandsmitglied des CDU-Stadtverbandes, bei dem sie 2024 zur Vorsitzenden gewählt wurde. Darüber hinaus ist sie Mitglied des Kreisvorstandes des CDU-Kreisverbandes Zwickau.
Bei der Landtagswahl in Sachsen 2024 unterlag sie als Direktkandidatin im Wahlkreis Zwickau 5 mit 34,1 %, also mit genau 185 Stimmen Unterschied, dem Kandidaten der Alternative für Deutschland, Mike Moncsek, der 34,6 % der Stimmen erhielt. Über die Landesliste ihrer Partei mit Listenplatz Nummer 23 gelang Ina Klemm der Einzug in den Sächsischen Landtag.
Im Sächsischen Landtag ist sie Mitglied in folgenden Ausschüssen und Gremien:
- 1. Enquete-Kommission "Pandemie"
- Ausschuss für Umwelt und Landwirtschaft
- Ausschuss für Wirtschaft, Arbeit, Energie und Klimaschutz
- Ausschuss für Verfassung, Recht und Europa

Seit Januar 2025 ist Klemm auch Beisitzerin im Vorstand der CDU-Landtagsfraktion.